# Тверской (Краснодарский край)
Тверской — хутор в Крыловском районе Краснодарского края.
Входит в состав Новопашковского сельского поселения.

## География

### Улицы
- ул. Красноармейская,
- ул. Первомайская.

## Население
| 2002 | 2010 |
| ---- | ---- |
| 392  | ↘349 |